# Kaubi (Misso)
Kaubi – wieś w Estonii, w prowincji Võru, w gminie Misso.